# Cantó d'Arudi
Cantó d'Arudy és una divisió administrativa francesa, situada en el departament dels Pirineus Atlàntics i la regió Aquitània. El cap cantonal és Arudi i té 10 municipis: Arudi, Bescat, Busi, Castèth, Isesta, Lobier de Baish, Lo Lis, Revenac, Senta Coloma i Sevinhac e Meirac.